# Schtschurowskia pentaceros
Schtschurowskia pentaceros är en flockblommig växtart som först beskrevs av Jevgenij Korovin, och fick sitt nu gällande namn av Boris Konstantinovich Schischkin. Schtschurowskia pentaceros ingår i släktet Schtschurowskia och familjen flockblommiga växter. Inga underarter finns listade i Catalogue of Life.